# Seeland (hạt)
Địa hạt hành chính Seeland (tiếng Đức: Verwaltungskreis Seeland; tiếng Pháp: Arrondissement administratif du Seeland)là một hạt của bang bang Bern, được thành lập ngày 1 tháng 1 năm 2010, trên cơ sở các quận (tiếng Đức: amtsbezirk, tiếng Pháp: district) cũ là Aarberg, Büren, Erlach và một phần Nidau.
Hạt là một phần của vùng lãnh thổ Seeland. Hạt này bao gồm 46 đô thị với diện tích 334,14 km2 (129,0 sq mi) và dân số (tính đến tháng 12 năm 2008) là 67.209 người.

## Đô thị
Huyện này có các khu tự quản sau:
| Cờ                  | Tên                 | Dân số (31 tháng 12 năm 2014) | Diện tích tính bằng km² |
| ------------------- | ------------------- | ----------------------------- | ----------------------- |
| Aarberg             | Aarberg             | 4.626                         | 7,92                    |
| Arch                | Arch                | 1.700                         | 6,37                    |
| Bargen              | Bargen              | 1.051                         | 7,88                    |
| Brüttelen           | Brüttelen           | 582                           | 6,62                    |
| Büetigen            | Büetigen            | 894                           | 3,62                    |
| Bühl                | Bühl                | 482                           | 2,95                    |
| Büren an der Aare   | Büren an der Aare   | 3.622                         | 12,64                   |
| Diessbach bei Büren | Diessbach bei Büren | 991                           | 6,27                    |
| Dotzigen            | Dotzigen            | 1.490                         | 4,22                    |
| Epsach              | Epsach              | 326                           | 3,44                    |
| Erlach              | Erlach              | 1.386                         | 3,50                    |
| Finsterhennen       | Finsterhennen       | 562                           | 3,56                    |
| Gals                | Gals                | 828                           | 7,84                    |
| Gampelen            | Gampelen            | 950                           | 10,75                   |
| Grossaffoltern      | Grossaffoltern      | 3.033                         | 15,01                   |
| Hagneck             | Hagneck             | 420                           | 1,84                    |
| Hermrigen           | Hermrigen           | 307                           | 3,43                    |
| Ins                 | Ins                 | 3.560                         | 23,91                   |
| Jens                | Jens                | 633                           | 4,56                    |
| Kallnach            | Kallnach            | 2.220                         | 10,65                   |
| Kappelen            | Kappelen            | 1.420                         | 10,97                   |
| Leuzigen            | Leuzigen            | 1.295                         | 10,27                   |
| Lüscherz            | Lüscherz            | 559                           | 5,44                    |
| Lyss                | Lyss                | 15.763                        | 11,76                   |
| Meienried           | Meienried           | 53                            | 0,65                    |
| Merzligen           | Merzligen           | 389                           | 2,27                    |
| Müntschemier        | Müntschemier        | 1.561                         | 4,88                    |
| Oberwil bei Büren   | Oberwil bei Büren   | 887                           | 6,72                    |
| Radelfingen         | Radelfingen         | 1.272                         | 14,72                   |
| Rapperswil          | Rapperswil          | 2.592                         | 18,19                   |
| Ruppoldsried        | Ruppoldsried        | 262                           | 2,192                   |
| Rüti bei Büren      | Rüti bei Büren      | 867                           | 6,50                    |
| Schüpfen            | Schüpfen            | 3.792                         | 19,83                   |
| Seedorf             | Seedorf             | 3.134                         | 20,92                   |
| Siselen             | Siselen             | 612                           | 5,50                    |
| Studen              | Studen (BE)         | 3.372                         | 2,73                    |
| Täuffelen           | Täuffelen           | 2.971                         | 4,40                    |
| Treiten             | Treiten             | 429                           | 4,75                    |
| Tschugg             | Tschugg             | 470                           | 3,30                    |
| Vinelz              | Vinelz              | 878                           | 4,57                    |
| Walperswil          | Walperswil          | 1.039                         | 6,94                    |
| Wengi               | Wengi               | 630                           | 7,06                    |
| Worben              | Worben              | 2.404                         | 2,81                    |
|                     | Tổng (43)           | 76.052                        | 334,14                  |